# Wolfgang Bachofer
Wolfgang Bruno Karl Bachofer (* 31. Mai 1928 in Berlin; † 20. Juli 2003) war ein deutscher Germanist.

## Leben
Nach der Promotion (Der Wortschatz der „Vorauer Bücher Moses“. Vorarbeiten zu einer Ausgabe) am 5. Juli 1961 in Hamburg lehrte Wolfgang Bachofer dort von 1977 bis 1990 als Professor für Linguistik des Deutschen, Ältere deutsche Literaturwissenschaft und leitete ab 1982 die Arbeitsstelle des Mittelhochdeutschen Wörterbuchs. Von 1978 bis 1981 war er Vizepräsident der Universität Hamburg. Nach seiner Emeritierung 1990 in Hamburg übernahm er 1994/1995 eine Lehrstuhlvertretung und 1996/1997 eine Gastprofessur an der Universität Veszprém, die ihm die Ehrendoktorwürde verlieh.

## Schriften (Auswahl)
- als Herausgeber mit Werner Simon und Wolfgang Dittmann: Festgabe für Ulrich Pretzel. Zum 65. Geburtstag dargebracht von Freunden und Schülern. Berlin 1963, OCLC 879093116.
- als Herausgeber mit Ulrich Pretzel: Bibliographie zu Wolfram von Eschenbach. 2. Auflage. Berlin 1968 (= Bibliographien zur deutschen Literatur des Mittelalters. Band 2).
- als Herausgeber mit Walter Röll: Bibliographie Willy Krogmann. Wiesbaden 1972, OCLC 901818702.
- als Herausgeber mit Holger Fischer: Ungarn – Deutschland. Studien zu Sprache, Kultur, Geographie und Geschichte. München 1983, ISBN 3-87828-156-0.
- mit Dieter Möhn und Walther von Hahn: Rückläufiges Wörterbuch der mittelhochdeutschen Sprache. Auf der Grundlage von Matthias Lexers Mittelhochdeutschem Handwörterbuch und Taschenwörterbuch. Stuttgart 1984, ISBN 3-7776-0398-8.